# Freikirchenforschung

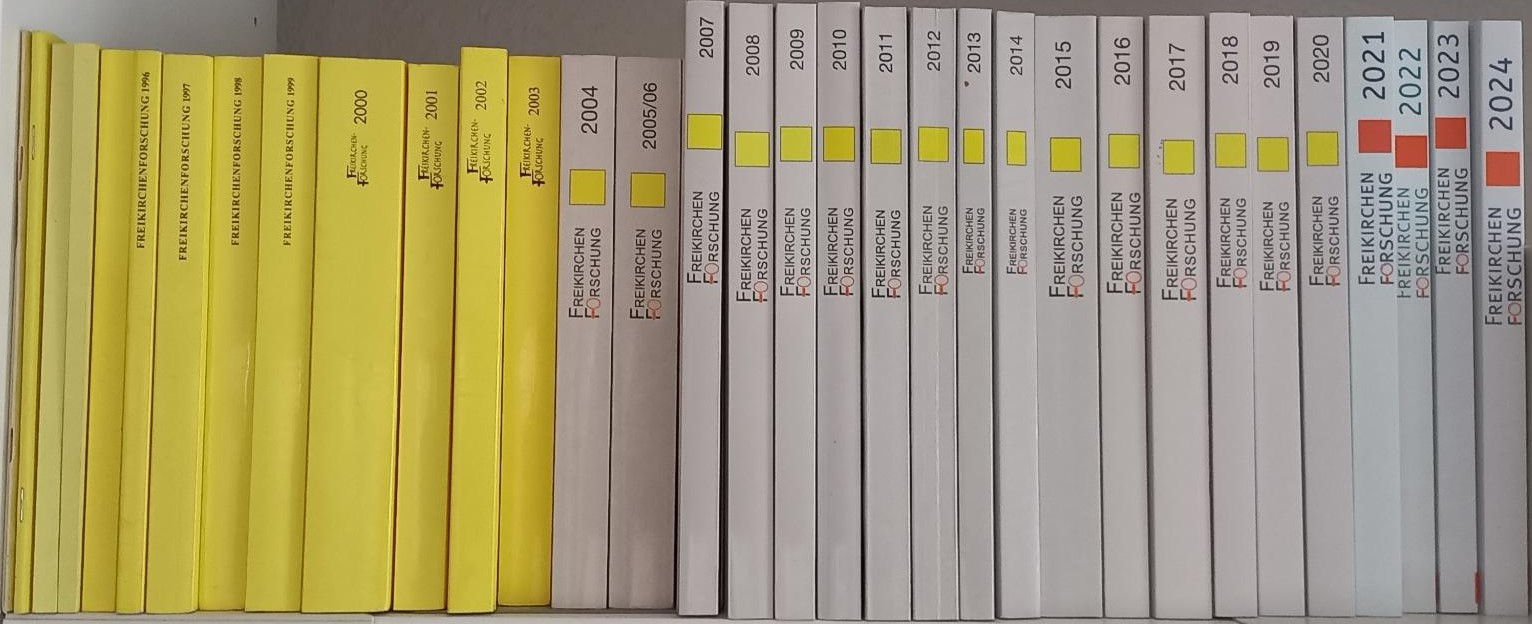
Die Bände 1–33 der Freikirchenforschung

Die Zeitschrift Freikirchenforschung ist eine jährlich erscheinende theologische Zeitschrift, deren Schwerpunkt die Geschichte der Freikirchen ist. Der geographische Schwerpunkt liegt hierbei im deutschen Sprachraum.
Als Abkürzung werden FF oder FKF vorgeschlagen.

## Inhalt
Grundsätzlich werden die Vorträge der Tagungen dokumentiert, die der herausgebende Verein abhält. Unter dem Titel Freikirchliche Perspektiven werden darüber hinaus Forschungsberichte und Aufsätze publiziert. Eine Reihe von Rezensionen sowie eine Bibliographie zur Theologie und Geschichte der Freikirchen kommen hinzu. Vereinsmitteilungen geben einen kleinen Einblick in die laufende Arbeit des Vereins für Freikirchenforschung.

## Herausgeber
Herausgeber ist von Anfang an der Verein für Freikirchenforschung. Bevor er diesen Namen annahm, hieß er Verein zur Förderung der Erforschung freikirchlicher Geschichte und Theologie an der Universität Münster e. V.

## Vertrieb
Der Jahresbeitrag des Vereins, den die Mitglieder zu entrichten haben, enthält auch die Bezugsgebühr für die Zeitschrift. Einzelbände können über die Geschäftsstelle des Vereins bezogen werden.

## Bibliographie
Bislang erschienen folgende Bände mit folgenden Schwerpunktthemen, ferner enthalten die Bände insbesondere Jahrgangsbibliographien (mit Nachträgen, seit Nr. 2 (1992)) und Rezensionen (seit Nr. 6 (1996)) sowie ggf. Forschungsberichte und weitere Beiträge:
- [1 (1991) erschienen unter dem Titel:] Verein zur Förderung der Erforschung freikirchlicher Geschichte und Theologie e. V. (VEfGT). Referate des 3. Symposiums. 25.–27. April 1991
- 2 (1992)
- 3 (1993): Herrnhuter Symposium.
- 4 (1994): Die Freikirchen in der DDR.
- 5 (1995): Migration (Aus- und Rückwanderung).
- 6 (1996): Die Rezeption der Reformation durch die Freikirchen: Aufsätze, Forschungsberichte, Dokumente.
- 7 (1997): Freikirchen zwischen Bildungsfeindlichkeit und Bildungsbegeisterung; Oral History; Böhmische Brüder.
- 8 (1998): Westfälischer Frieden: Religionsfrieden ohne Religionsfreiheit?; Biblische Ethik des Politischen, ISBN 3-934109-00-4.
- 9 (1999): Heiligungsbewegungen und Heilungskirchen; Freikirchliche Spuren und Identitätssuche: Basel als Ort der Täufer der Erweckung, ISBN 3-934109-01-2.
- 10 (2000): Freikirchen im Spannungsfeld von Sammlung und Sendung; Konfession und Union, ISBN 3-934109-02-0.
- 11 (2001): Freikirchen und Calvinismus in Ostfriesland; Freikirchen und Eschatologie, ISBN 3-934109-03-9.
- 12 (2002): Freikirchen und Gemeinschaftsbewegung; Evangelisation, ISBN 3-934109-04-7.
- 13 (2003): Frommer und freier? Frauen in Freikirchen; Freikirchen und Politik, ISBN 3-934109-05-5.
- 14 (2004): Evangelikalismus und Fundamentalismus; Im Spannungsfeld zwischen Freikirchen und charismatischer Bewegung, ISBN 3-934109-06-3.
- 15 (2005/06): Freikirchen und Antisemitismus. Zwischen Israel-Euphorie und Judenfeindschaft; Freikirchen in Deutschland, 1945–1949, ISBN 3-934109-07-1.
- 16 (2007): Freikirchen und Spätaussiedler; Die freikirchlich–römisch-katholischen Dialoge, ISBN 978-3-934109-08-7 bzw. ISBN 3-934109-08-X.
- 17 (2008): Freikirchen als Außenseiter. Ihr Verhältnis zu Staat und Kirchen im Deutschland des 19. Jahrhunderts, ISBN 3-934109-09-8.
- 18 (2009): Das Erbe weitergeben. Freikirchliche Konzepte zur Übermittlung von Glauben und Identität; Unterwegs zur „Einheit der Kinder Gottes“? Freikirchliche Allianzen, Unionen und Bünde, ISBN 3-934109-10-1.
- 19 (2010): 100 Jahre Berliner Erklärung; 20 Jahre „Vereinigung“ der deutschen Freikirchen in Ost und West – Versuch einer Bilanz, ISBN 978-3-934109-11-7.
- 20 (2011): Die Rezeption der Wittenberger Reformation in den Freikirchen; Die Rezeption der oberdeutsch-schweizerischen Reformation in den Freikirchen, ISBN 978-3-934109-12-4.
- 21 (2012): Die Freikirchen in den Umbrüchen der Weimarer Republik; Die Freikirchen in der Zeit des Nationalsozialismus[5], ISBN 978-3-934109-13-1
- 22 (2013): „Frei – freier – am freiesten“? Unabhängige Gemeinden in Deutschland und ihr Verhältnis zu den (Frei-)Kirchen; Liedgut und Musik in der Geschichte der Freikirchen, ISBN 978-3-934109-14-8.
- 23 (2014): „Einfach nur enttäuscht“. Aussteiger aus Freikirchen. – Gewidmet: Karl Heinz Voigt zum 80. Geburtstag, ISBN 978-3-934109-15-5.
- 24 (2015): Friedenstheologie und Friedensengagement in den Freikirchen; Die Freikirchen zwischen politischer Duldung und religiöser Freiheit. – Gewidmet: Erich Geldbach zum 75. Geburtstag, ISBN 978-3-934109-16-2.
- 25 (2016): Kirchenwechsel – Tabuthema der Ökumene?; 25 Jahre Verein für Freikirchenforschung. ISBN 978-3-934109-17-9.
- 26 (2017): Reformatorische Identität im europäischen Freikirchentum; Reformatio oder Restitutio? Vorstellungen von der Erneuerung der Kirche in der Geschichte der Freikirchen. ISBN 978-3-934109-18-6.
- 27 (2018): Reformation und Freikirchen in Österreich. Historische Entwicklungen – gegenwärtige Herausforderungen; Geschichte der Freikirchen nach dem Zweiten Weltkrieg.[6] ISBN 978-3-934109-19-3.
- 28 (2019): Das Verhältnis der Freikirchen zum Judentum. ISBN 978-3-934109-20-9.
- 29 (2020): Gerhard Tersteegen (1697–1769). Zeitgenössische Beziehungen und freikirchliche Rezeption. ISBN 978-3-934109-21-6.
- 30 (2021): Freikirchen in der Gesellschaft. Historische Perspektiven und aktuelle Fragen. ISBN 978-3-934109-22-3
- 31 (2022): Gemeinschaft der Gleichen oder hierarchische Struktur? Erfahrungen von Ohnmacht und Vollmacht in Freikirchen. ISBN 978-3-934109-23-0
- 32 (2023): Das Täufertum und die Freikirchen. Das täuferische Erbe und seine Bedeutung für die Gegenwart. ISBN 978-3-934109-24-7
- 33 (2024): Heilung der Erinnerungen? Zwischen- und innerkirchliche Konflikte und deren (Nicht-) Beilegung. ISBN 978-3-934109-25-4

Die ZDB-ID ist 1136764-7. Eine ISSN ist nicht vergeben.